# Oreopanax klugii
Oreopanax klugii là một loài thực vật thuộc họ Araliaceae. Đây là loài đặc hữu của Peru.